# Nao (robot)

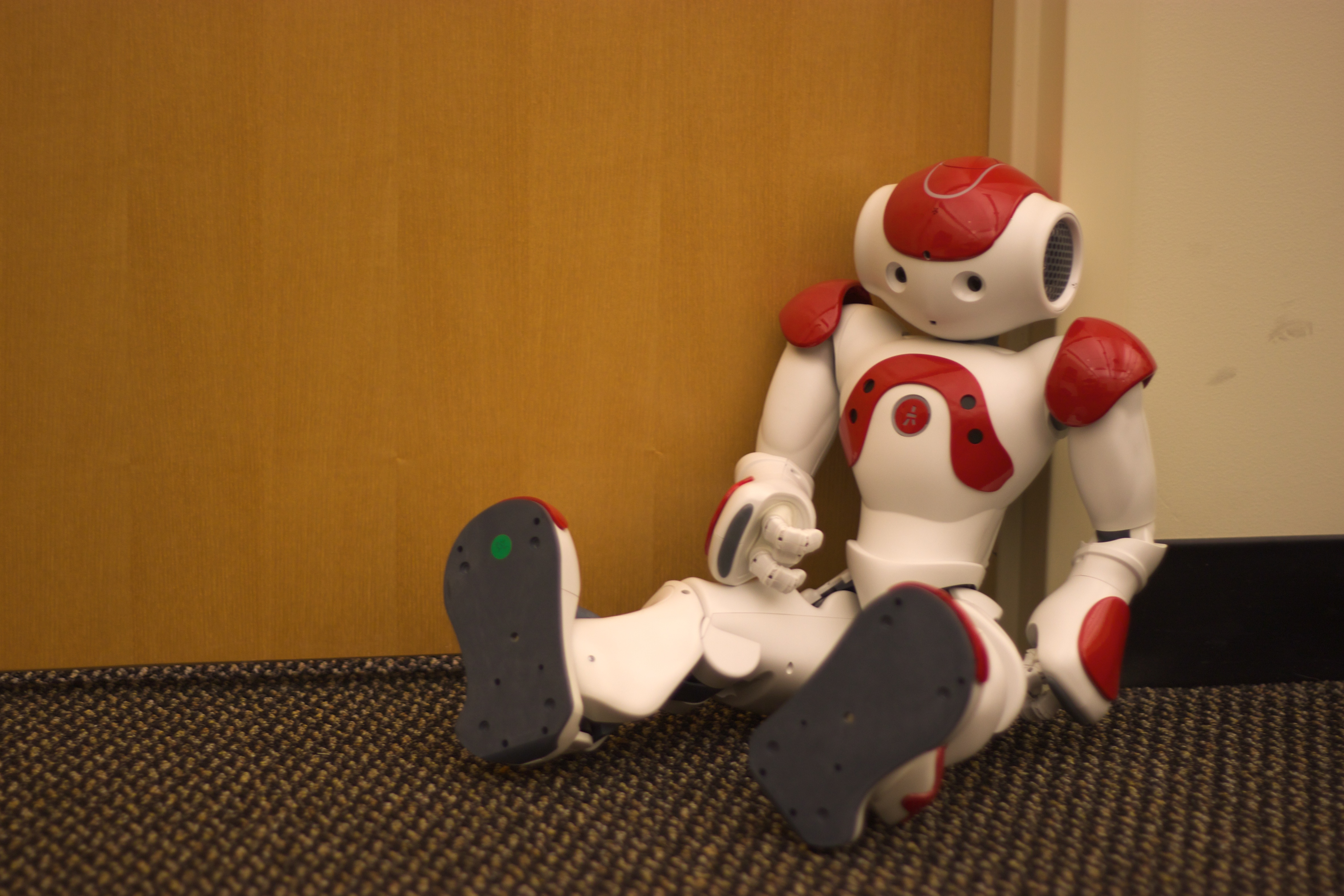
Una vista previa del robot Nao en desarrollo para RoboCup en la Instituto de Tecnología de Georgia

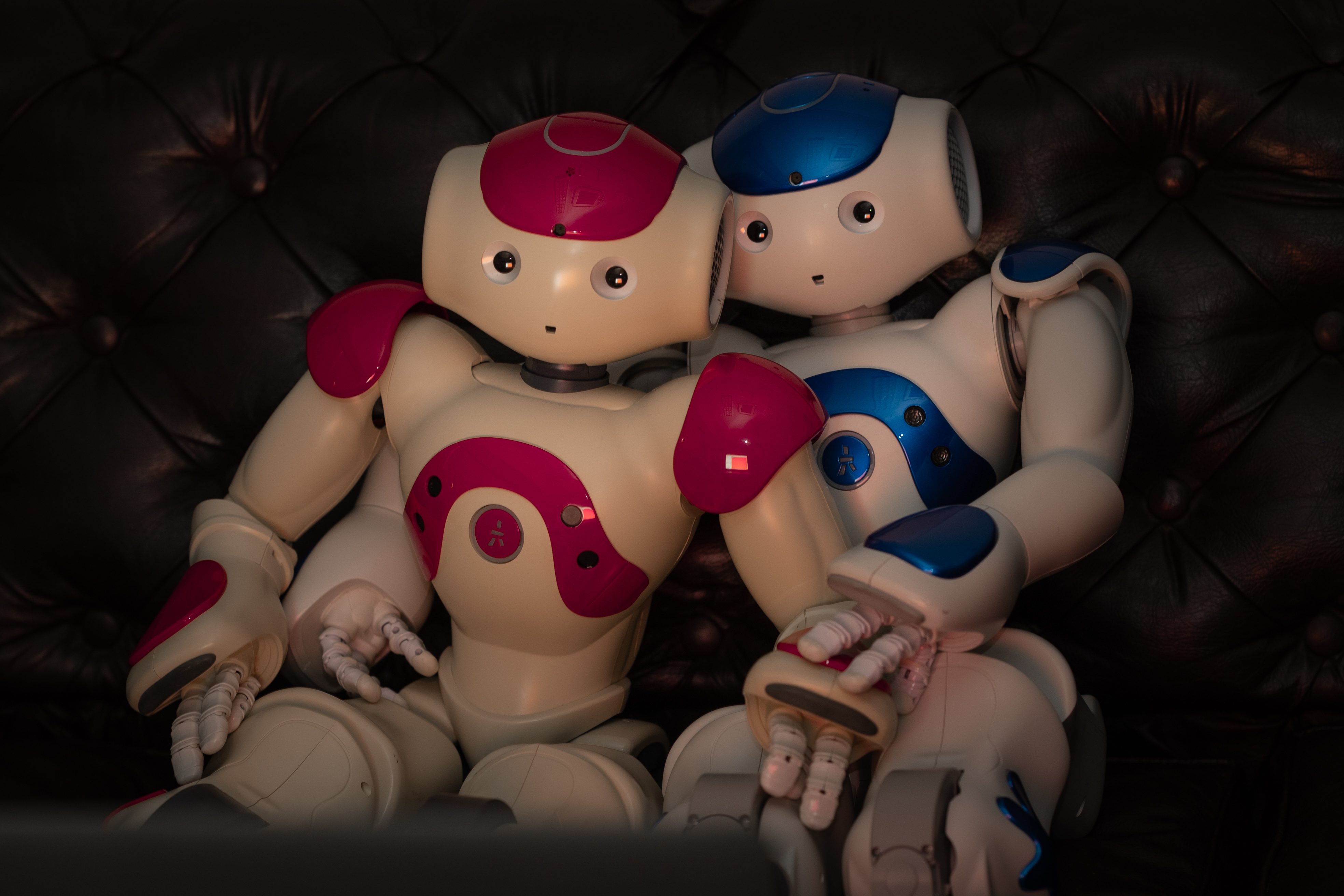
Dos robots NAO simulando una pareja viendo una película

Nao es un robot humanoide programable y autónomo, desarrollado por Aldebaran Robotics, una compañía de robótica francesa con sede en París subsidiaria del grupo Softbank. El desarrollo del robot comenzó en 2004 con el lanzamiento del Proyecto Nao. El 15 de agosto de 2007, Nao sustituye al perro robot Aibo de Sony como la plataforma estándar para la Robocup ("Robot Soccer World Cup"), un concurso internacional de robótica. Nao se utilizó en RoboCup 2008 y 2009, y el NaoV3R fue elegido como la plataforma para el SPL en RoboCup 2010.
La Edición Académica de Nao fue desarrollada para las universidades y laboratorios con fines de investigación y educación. Fue lanzado a las instituciones en 2008, y se puso a disposición del público antes de 2011. El robot ya ha entrado en uso en numerosas instituciones académicas de todo el mundo, incluyendo la Universidad de Tokio, el IIT Kanpur de la India y la Universidad del Rey Fahd de Petróleo y Minerales de Arabia Saudita. En diciembre de 2011, Aldebaran Robotics lanzó la Nao Next Gen, con software mejorado, una CPU más potente y cámaras de alta definición.

## Historia
En diciembre de 2011, se liberó Nao Next Gen, con mejoras de hardware y software, tales como cámaras de alta definición, una mayor robustez, sistemas anticolisión y una velocidad al caminar más rápida. Desde 2011, más de 200 instituciones académicas de todo el mundo han hecho uso del robot. En 2012, se utilizaron robots Nao donados a enseñar a los niños autistas en una escuela del Reino Unido; algunos de los niños encontraron a los robots infantiles y expresivos más relacionables que los seres humanos.

## Diseño
Las diferentes versiones de la plataforma del robot Nao tienen como característica de 14, 21 o 25 grados de libertad (DOF). Para la competición Robocup se creó un modelo especializado con 21 DOF y sin manos accionadas. Todas las versiones de Nao Académico ofrecen una unidad de medición inercial con acelerómetro, girómetro y cuatro sensores de ultrasonidos que le proporcionan a Nao estabilidad y posicionamiento en el espacio. Las versiones de las piernas incluyeron ocho resistencias de detección de fuerza y dos topes.
El robot Nao también cuenta con un sistema multimedia a bordo basado en Linux, incluyendo cuatro micrófonos (para el reconocimiento de voz y la localización del sonido), dos altavoces (para la síntesis de texto a voz) y dos cámaras de alta definición (para visión artificial, como el reconocimiento facial y de formas). El robot viene con un paquete de software que incluye una herramienta gráfica de programación ("Aldebarán Choregraphe"), un software de simulación y un kit de desarrollo de software. Nao también es compatible con el Microsoft Robotics Studio, Cyberbotics Webots y el Gostai Studio (Urbi).

## Versiones
De seis prototipos del Nao se diseñaron: 
- A partir de enero de 2005 a marzo de 2006: AL-01 AL-02 et AL-03
- A partir de septiembre de 2005-julio de 2006: AL-04
- A partir de junio de 2006-junio de 2007: AL-05.A
- A partir de mayo de 2007-diciembre de 2007: AL-05.B

## Especificaciones técnicas
| Nao V5 Evolution (2014)  | Nao V5 Evolution (2014) |
| ------------------------ | --- |
| Peso                     | 4,3 kg |
| Autonomía                | 60 minutos (uso activo), 90 minutos (uso normal) |
| Grados de libertad       | 21 hasta 25 |
| CPU                      | Intel Atom @ 1.6 GHz |
| Construido en el SO      | NAOqi 2.0 (Basado en Linux) |
| SO compatible            | Windows, Mac OS, Linux |
| Lenguaje de programación | C++, Python, Java, MATLAB, Urbi, C, .Net |
| Sensores                 | Dos cámaras HD, cuatro micrófonos, telémetro sonar, dos emisores y receptores infrarrojos, placa de inercia, nueve sensores táctiles, ocho sensores de presión |
| Conectividad             | Ethernet, Wi-Fi |